# Daguioman
Daguioman ist eine philippinische Stadtgemeinde in der Provinz Abra. Sie hat 2088 Einwohner (Zensus 2015).

## Baranggays
Daguioman ist politisch unterteilt in vier Baranggays.
- Ableg
- Cabaruyan
- Pikek
- Tui (Pob.)